# 黄覇
黄 覇（こう は、? - 紀元前51年）は、前漢の人。淮陽郡陽夏県の人だが、豪傑で人を使役していたことを理由に雲陵県に移住させられ、後に右扶風杜陵県に移住した。

## 略歴
最初は郷里で游徼をしていた。人相見と共に外出した際、人相見はある巫女を見て「あの女性は富貴となるであろう」と言った。黄覇はその巫女を妻とした。
黄覇は律令を学び、武帝末に銭を納入して官を与えられ、侍郎謁者となった。しかし兄弟が有罪となり罷免された。その後、また穀物を納入して左馮翊の卒史を与えられた。左馮翊では資産で官を得た彼を優遇せず、郡の銭や穀物の計算をやらせたが、帳簿は正しく、清廉であると評判となった。黄覇は人の心を推察し法律にも明るく、しかも温和であり、人々を統御することに長けていた。河東均輸長・河南太守丞と出世し、太守には信任され、民や吏は彼を愛し尊敬した。
武帝が死亡し、昭帝の時代となっても地方の統治は法律を厳しく適用することが多かったが、黄覇だけは緩やかであったので有名になった。
民間から即位した宣帝は黄覇の評判を聞いており、黄覇を召し出して廷尉正に任命した。廷尉正としても公平であると評判だった。守丞相長史となった際、長信少府夏侯勝が武帝のための廟を立てよという詔に反論した事に連座し、共に獄に下された。黄覇はそこで「朝に道を聞かば、夕べに死すとも可なり」と孔子の言葉を引用して獄中で夏侯勝より『書経』を学んだ。3年して釈放され、更に賢良に推挙され、夏侯勝の推薦もあり宣帝は黄覇を揚州刺史に抜擢した。3年後、宣帝は黄覇を潁川太守に任命した。
黄覇は恵まれない者のために鶏や豚を飼育させ、民に畜産を推奨するなどの政治を行った。郡内のことは何でも知り尽くしており、民や吏は驚いて「神明」と称えた。悪者は他郡に逃げ去り、盗賊は日々減少していった。人口は増加し、統治は天下で第一となった。
そこで元康3年（紀元前63年）に守京兆尹に任命されたが、違法行為を弾劾され、数カ月で潁川太守に戻された。都合8年潁川太守にあり、郡は大いに治まった。神爵4年（紀元前58年）、鳳凰が各地で確認されたが、潁川が最も多かった。そこで宣帝は詔を出して黄覇を褒め、関内侯とした。
その数カ月後、宣帝は黄覇を太子太傅とし、五鳳2年（紀元前56年）には蕭望之の後任の御史大夫に任命した。五鳳3年（紀元前55年）、黄覇は死亡した丙吉に代わって丞相となり、建成侯に封じられた。黄覇は民を直接治めることに長け、百官に号令をかける丞相としては魏相・丙吉・于定国には及ばなかった。
黄覇は宣帝に対して宣帝の外戚で寵愛されていた侍中史高を太尉に推薦したことがあったが、宣帝は「太尉を廃止して久しいのは、武を止めて文を興すためである。もし辺境に大事があれば左右の臣が将となる。そもそも民の教化や統治が君の職であって、将軍や宰相の人事は私の仕事である。君はどうして職分を越えて推薦しようとするのだ」と叱責した。
甘露3年（紀元前51年）に死亡し、定侯と諡された。子の思侯黄賞が建成侯を継ぎ、その子の忠侯黄輔、その子の黄忠と続いたが、王莽が敗れると断絶した。
『漢書』循吏伝においては、黄覇は民を治めることにかけては漢が立って以来の筆頭であると言われている。